# Haploscelis abdominalis
Haploscelis abdominalis là một loài bọ cánh cứng trong họ Endomychidae. Loài này được Waterhouse miêu tả khoa học năm 1877.